# 戈登·托马斯
戈登·托马斯（英語：Gordon Thomas，1921年8月18日—2013年4月10日），英国前男子自行车运动员。他曾代表英国参加1948年夏季奥林匹克运动会自行车比赛，获得男子团体公路赛银牌。